# Crêpe
Pour les articles homonymes, voir Crêpe (homonymie).
« Pâte à crêpe » redirige ici. Pour l’article homophone, voir Patacrèpe.

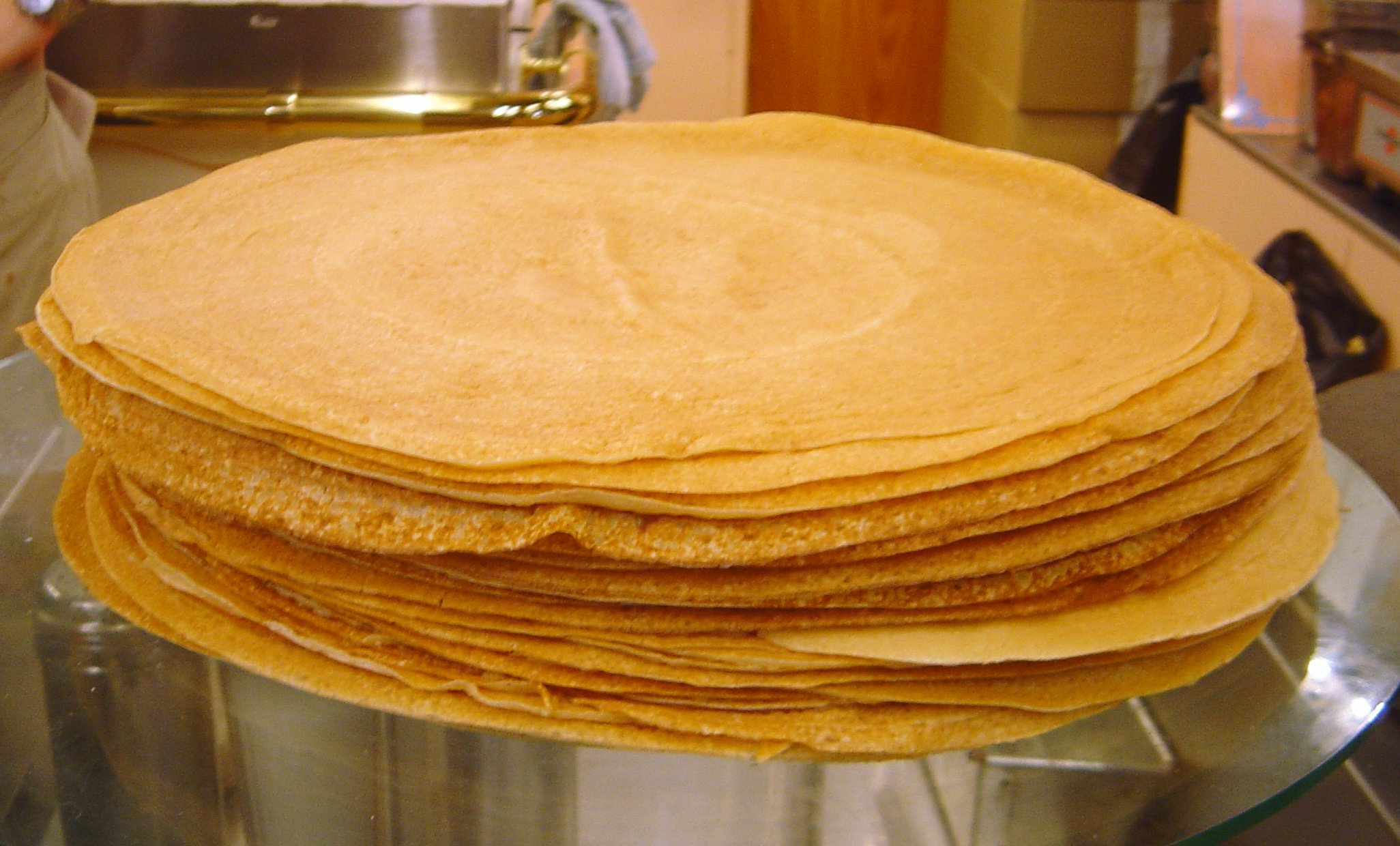
Une pile de crêpes.

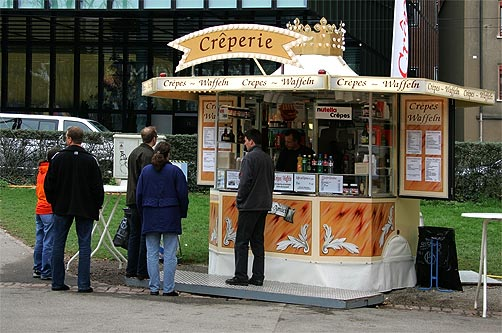
Une crêperie ambulante à Bâle en Suisse.

La crêpe est un mets composé d'une couche plus ou moins fine de pâte, faite à base de farine et d'œufs agglomérés à un liquide (lait, parfois mélangé à de l'eau ou de la bière), sans levain. Elle est généralement de forme ronde.
La crêpe se mange chaude ou froide, sucrée ou salée (ou nature), comme plat principal ou comme dessert, mais peut aussi constituer un en-cas. Elle est servie telle quelle, agrémentée d'une garniture ou encore fourrée. Selon les habitudes et la garniture, elle peut être d'épaisseur variable.
On la déguste chez soi ou au restaurant, et on en trouve à emporter sur les marchés, lors d'événements festifs, comme dans les fêtes foraines. En Europe francophone, elle est associée aux fêtes de la Chandeleur ou au Mardi Gras .
Certains types de crêpes sont devenues des spécialités définies: crêpe bretonne, galette de sarrasin, vôte, dosa, piadina, socca, farinata, baghrir, mofletas, etc.

## Étymologie
L'adjectif d'ancien français cresp «frisé, ondulé» est issu du latin crĭspus. Substantivé au féminin, il a pris le sens de «genre de pâtisserie» attesté au XIIIe siècle,. En effet, la crêpe est caractérisée par les ondulations que fait la pâte finement étalée lors de sa préparation.

## Préparation

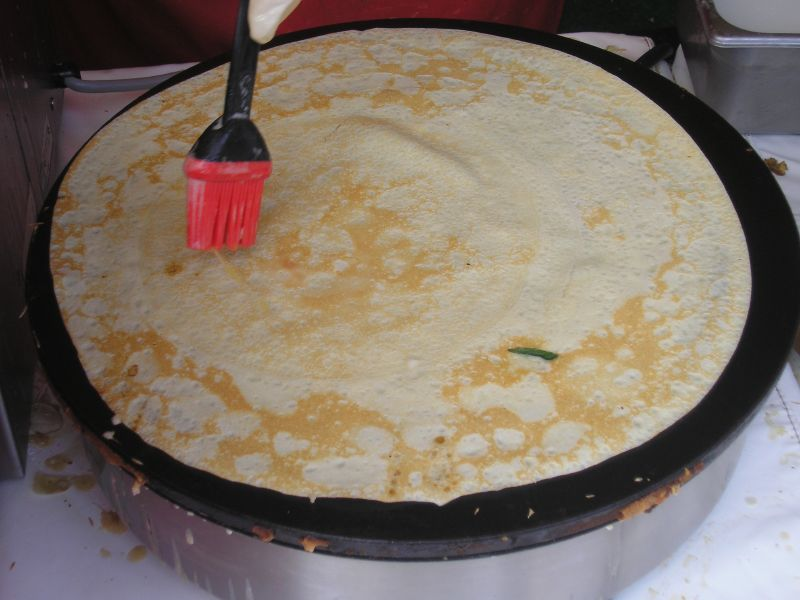
Crêpe en train de cuire : progressivement la pâte se déshydrate (formation de vapeur d'eau), se solidifie (épaississement de l'amidon et coagulation des protéines des œufs et du gluten, formant un gel qui n'est pas perméable à la vapeur d'eau) puis quand elle a perdu une grande partie de son eau, elle dore (plusieurs réactions simultanées de brunissement non enzymatique).

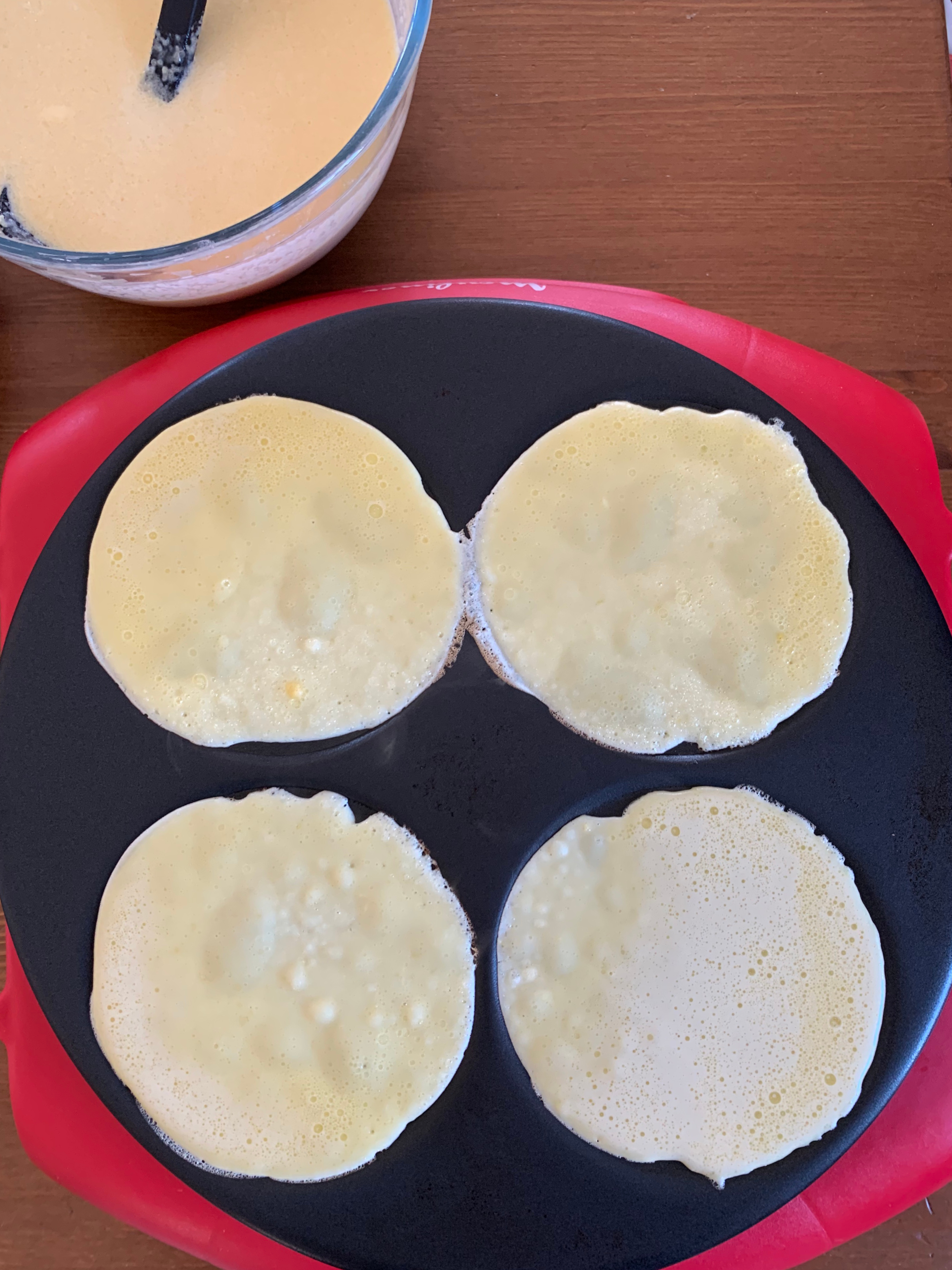
Quand on retourne la crêpe, une partie de la vapeur d'eau s'évapore par de petites cheminées (bulles de vapeur traversant la pâte perméable car encore liquide) et une autre forme des « cloques » (bulles de vapeur piégées dans la pâte solide imperméable).

On distingue les crêpes de couleur claire préparées à partir de farine de froment, de lentille, de maïs, de riz, de semoule, de teff ou de pois chiche, et celles, beaucoup plus brunes, réalisées avec de la farine de sarrasin (ou farine de blé noir)[réf. souhaitée].
Pour les crêpes de froment consommées en dessert, les ingrédients généralement utilisés pour la pâte sont la farine, les œufs, le lait (ou l'eau), le sucre et parfois du cidre ou de la bière. On y ajoute parfois des arômes comme de la vanille, de la fleur d'oranger, du Grand Marnier[réf. souhaitée] ou de l'alcool de cidre[réf. souhaitée] (lambig, calvados) ou de rhum[réf. souhaitée].
Pour les crêpes de blé noir, les ingrédients de base sont la farine de blé noir, l'eau et du sel. On y ajoute parfois de la bière, un peu d'huile, d'autres farines en quantité moindre (froment, châtaigne) et du poivre. Cependant, chaque crêpier / crêpière a sa propre recette.
Les ustensiles nécessaires pour préparer une pâte à crêpes sont, de façon traditionnelle, une balance ou un verre mesureur, un tamis, un bol et un fouet. L'important est de bien mélanger pour obtenir une pâte lisse, sans grumeau. Le mélange peut se faire également à l'aide d'un fouet électrique, d'un robot de cuisine, ou d'un shaker spécialement conçu pour la pâte à crêpe. Certains cuisiniers conseillent de laisser reposer la pâte avant la cuisson.
Une crêpe s'obtient en étalant une portion de pâte, sous la forme d'un disque, sur un ustensile de cuisine préalablement graissé et chauffé (plaque de fonte, crêpière, poêle ou billig), et en la faisant cuire alternativement sur ses deux faces.
La crêpe française se prépare sans levain, contrairement par exemple au raton du nord de la France, pancake américain, au mlyntsi ukrainien ou au blini. La crêpe reste alors fine et facile à plier. On peut ajouter de la bière levurée si on souhaite l'épaissir un peu et transmettre le parfum de cette boisson (l'alcool s'évapore à la cuisson).
Si la plaque n'est pas assez chaude, la pâte collera. Si on ne peut pas chauffer plus fort, alors un peu d'huile dans la pâte résoudra le problème. L'huile apporte également une souplesse à la crêpe. La pâte s'étalera plus vite, elle risquera moins de brûler à la cuisson et la crêpe risquera moins de se déchirer lors du dressage. Grâce à la finesse de la pâte étalée, la cuisson est très rapide. Contrairement aux pizzas, il convient de cuire la garniture à part et juste avant[réf. nécessaire]. La dorure apparaît dessous dès le début de la cuisson. Il vaut mieux sucrer après cuisson car le sucre noircit avant que la crêpe ne soit cuite.
Le fait de nettoyer la plaque avant chaque crêpe avec un chiffon imbibé d'un peu de matière grasse (beurre salé ou d'huile) évite que les fragments brûlés collent à la prochaine cuisson.

## Consommation

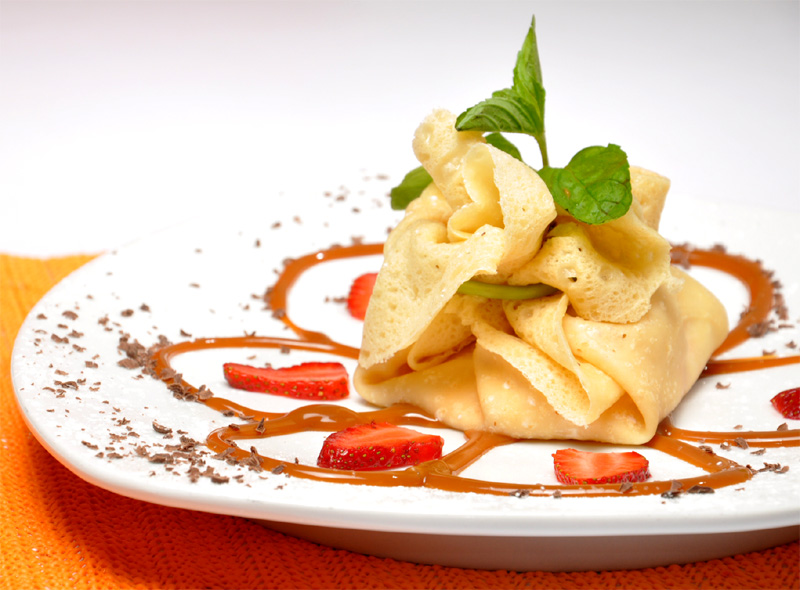
Crêpe en aumônière à la confiture de lait, fraise et copeaux de chocolat.

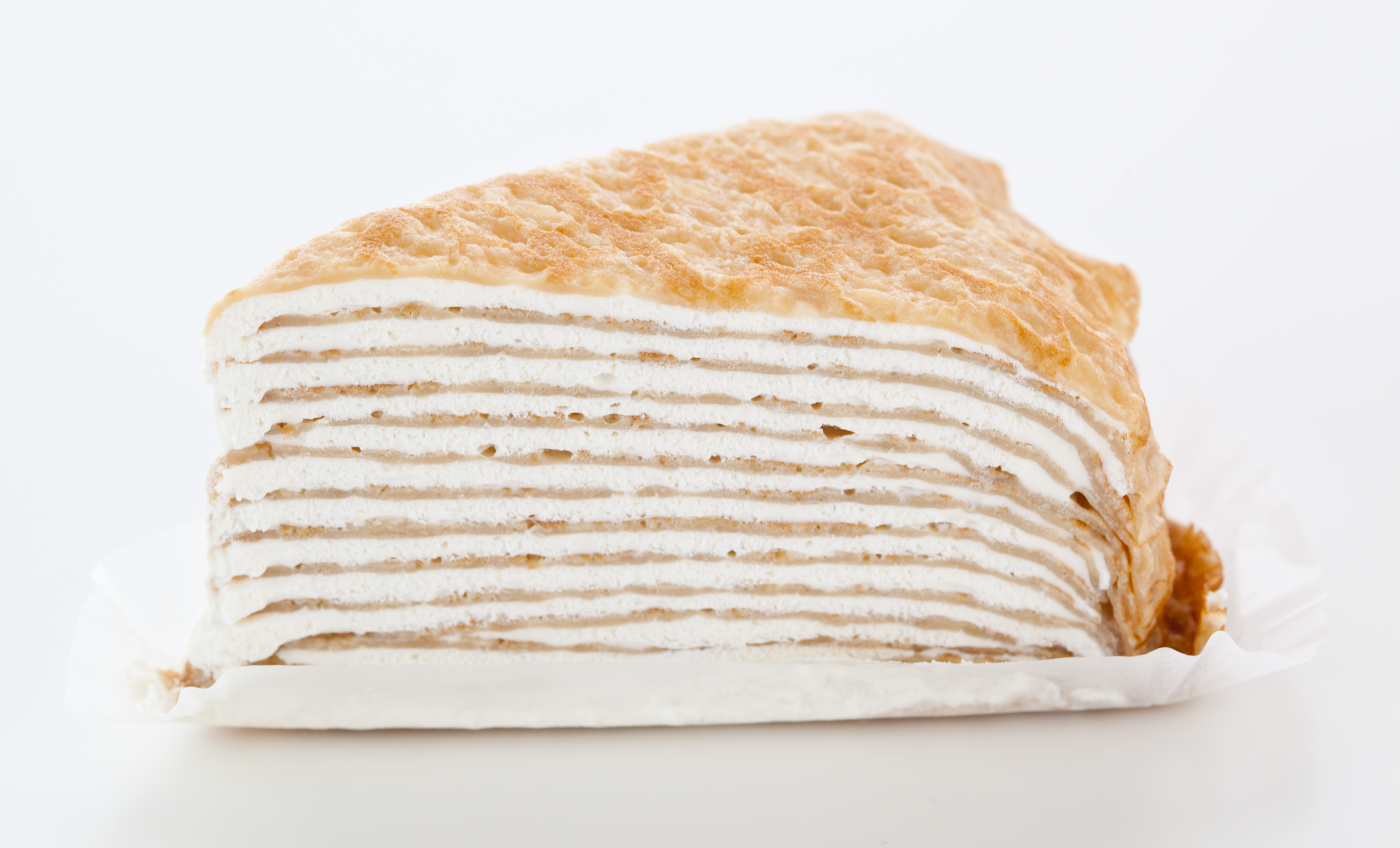
Mille crêpe.

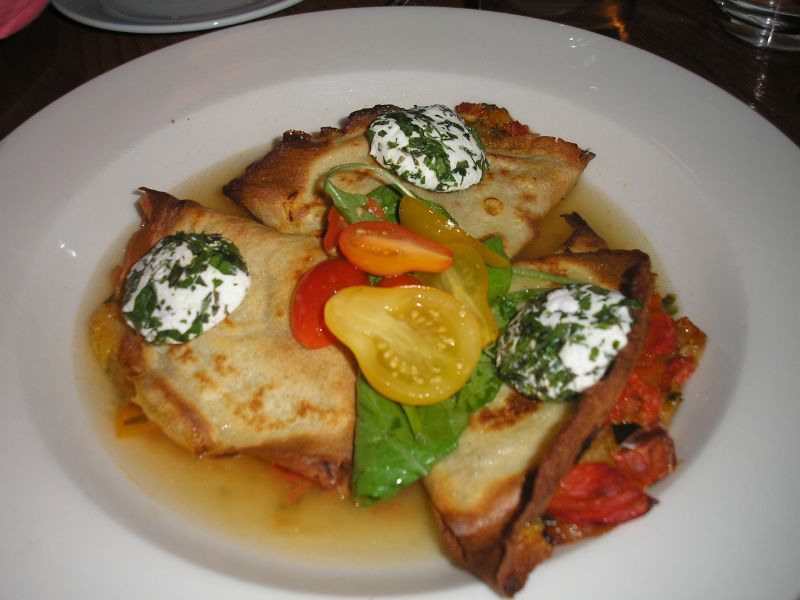
Crêpes fourrées à la ratatouille.

La crêpe peut se consommer seule, mais est souvent couverte d'une garniture telle que du sucre, de la confiture, du chocolat à tartiner, de la crème chantilly, du fromage, du jambon, voire des légumes cuits et assaisonnés. La garniture est plus souvent sucrée pour les crêpes de froment et plutôt salée pour les crêpes de sarrasin.
La crêpe peut aussi être fourrée et gratinée au four. Elle se présente pliée en quatre, roulée, en demi-lune, en triangle, en pannequet (la garniture est placée au centre et on rabat deux bords opposés puis les deux autres pour former un petit paquet) ou « en aumônière ».
Elle peut être aussi utilisée comme base d'autres recettes (exemples : le gâteau de crêpes ou la ficelle picarde).
On peut aussi la flamber : on verse sur la crêpe chaude un alcool chauffé (souvent du Grand Marnier ou du rhum) auquel on met le feu. Ces crêpes sont servies immédiatement, souvent encore en train de flamber dans l'assiette. On peut accompagner d'une boule de glace (souvent parfumée à la vanille).

## Fête traditionnelle liée à la crêpe
À la fête de la Chandeleur ou au Mardi Gras, il est fréquent de cuisiner des crêpes en France et en Belgique. Cette tradition est immortalisée dans le canon traditionnel français. La légende dit que pour assurer une prospérité toute l'année, il faut faire sauter les crêpes avec une pièce de monnaie dans la main en récitant cette chanson[réf. souhaitée] :
La veille de la Chandeleur…

L'hiver se passe ou prend rigueur

Si tu sais bien tenir ta poêle

À toi l'argent en quantité

Mais gare à la mauvaise étoile

Si tu mets ta crêpe à côté.

## Variétés ou équivalents dans le monde

### Belgique francophone
La crêpe de froment en Belgique francophone porte le nom de vôte ou reston en Wallonie ; elle peut être accompagnée de sucre, de confiture, de sirop de Liège, de chocolat à tartiner ou être garnie de lard ou de saucisse. Fabriquée à base de sarrasin et de raisins de Corinthe ou de rondelles de pomme, avec parfois ajout de bière, c'est la vôte liégeoise ou bouquette qui se mange chaude, saupoudrée de sucre, ou froide avec du sirop de Liège,.

### France

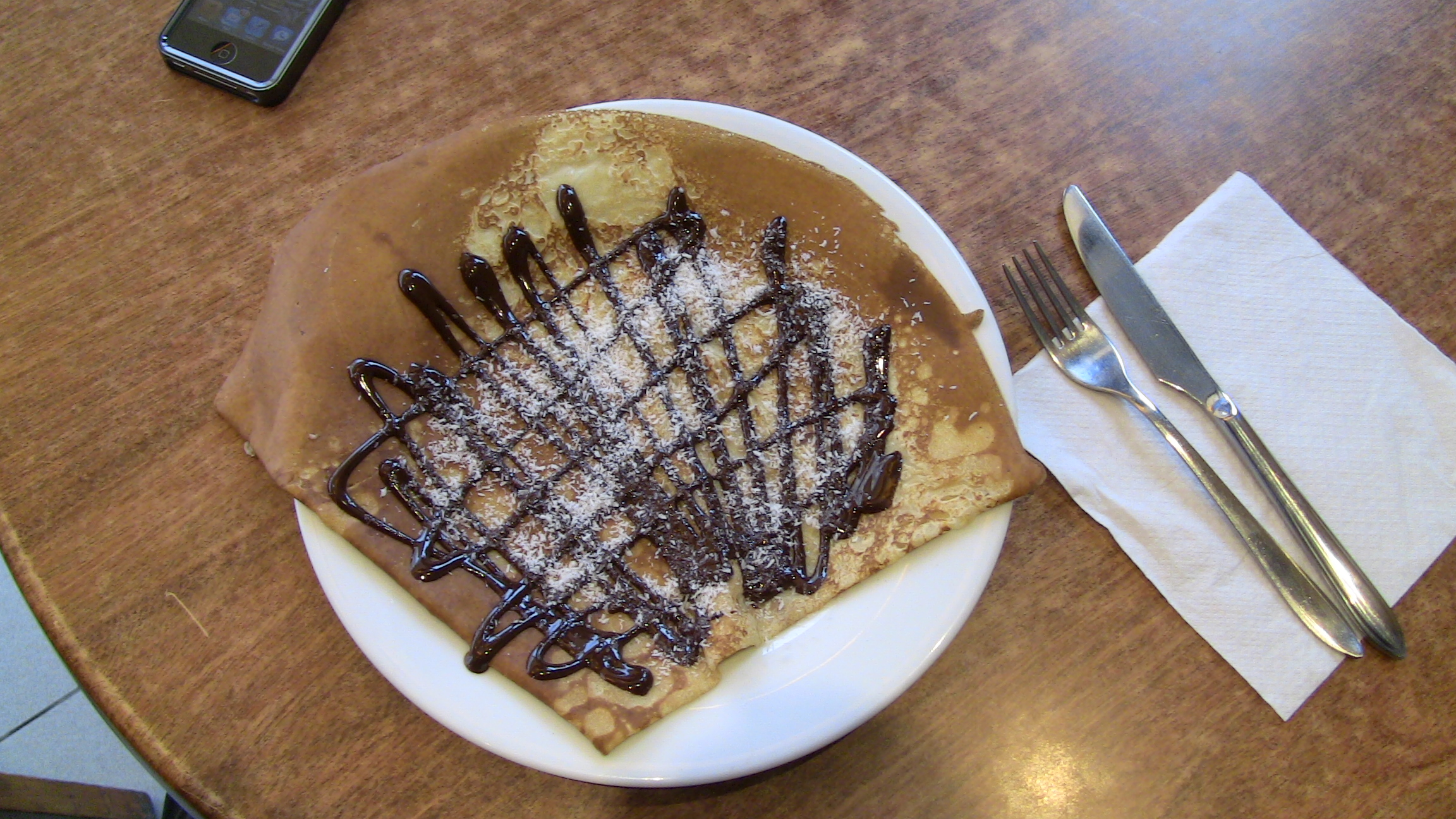
Une crêpe chocolat-noix de coco.

Sucrées ou salées, les crêpes sont traditionnellement consommées chaudes accompagnées de beurre. La garniture la plus fréquente des crêpes salées — ou galettes — est constituée de fromage râpé, de jambon, d'un œuf et elle est dite « complète » lorsqu'on y retrouve les trois ingrédients simultanément. Pour les crêpes sucrées, les ingrédients couramment utilisés sont : le beurre, le sucre, le chocolat, le nutella, la confiture, le miel, le caramel au beurre salé, le citron, la crème de marron, etc.
On cuisine également des crêpes dans les Hauts-de-France et dans le Grand-Est, en incorporant de la bière dans la pâte, ce qui améliorait sa dégustation. En Flandre française et en Artois les grosses crêpes épaisses portaient traditionnellement le nom de couquebaque ou pannecouque. La ficelle picarde est une spécialité régionale salée de Picardie, à base de crêpe. En Normandie on y incorpore un peu de calvados et éventuellement de la pomme.

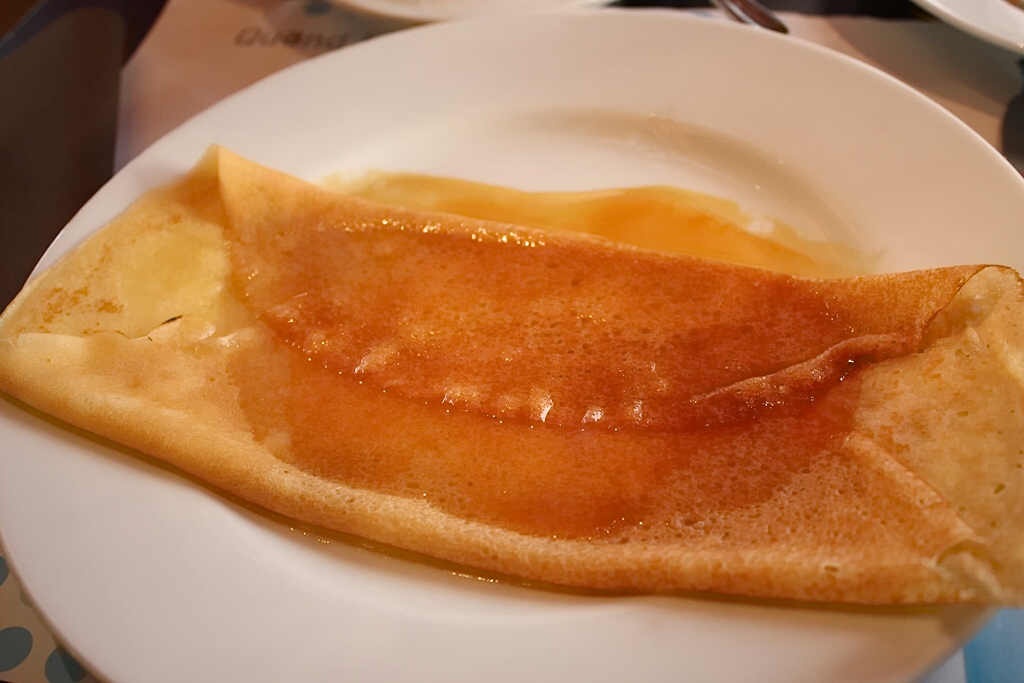
Une crêpe Suzette.

Les crêpes de sarrasin existent sous diverses formes et noms : la galette en Haute-Bretagne, le tourtou ou galetou en Limousin, le bourriol ou pompe en Auvergne, la pascade en Aveyron, etc.
Le galichon ou crêpe du chat est la toute dernière crêpe réalisée, souvent de petite taille du fait du manque de pâte.
Les crêpes Suzette sont un grand classique de la cuisine française inventé par Auguste Escoffier. Elles sont préparées avec un « beurre Suzette » (beurre fondu et mélangé avec du sucre, du Grand Marnier, de l'orange et du citron). Elles peuvent ensuite être flambées au Grand Marnier, mais cette dernière étape est sujette à controverse entre partisans et opposants du flambage de la crêpe. Elles devraient leur nom à l'actrice française Suzanne Reichenberg (1853-1924).
Le sanciau est une spécialité culinaire berrichonne consistant en une crêpe épaisse garnie de tranches de pomme.
En Corse, les crêpes sont traditionnellement faites à base de farine de châtaigne et sont souvent plus petites que les crêpes bretonnes, d’où leur nom de « pisticcini ». Farcies (au brocciu ou au fromage frais), elles ressemblent alors à des pancakes et prennent le nom de « nicci ». Une variante salée à la farine de blé existe dans le nord de l’île : les « migliacci ».

#### Bretagne

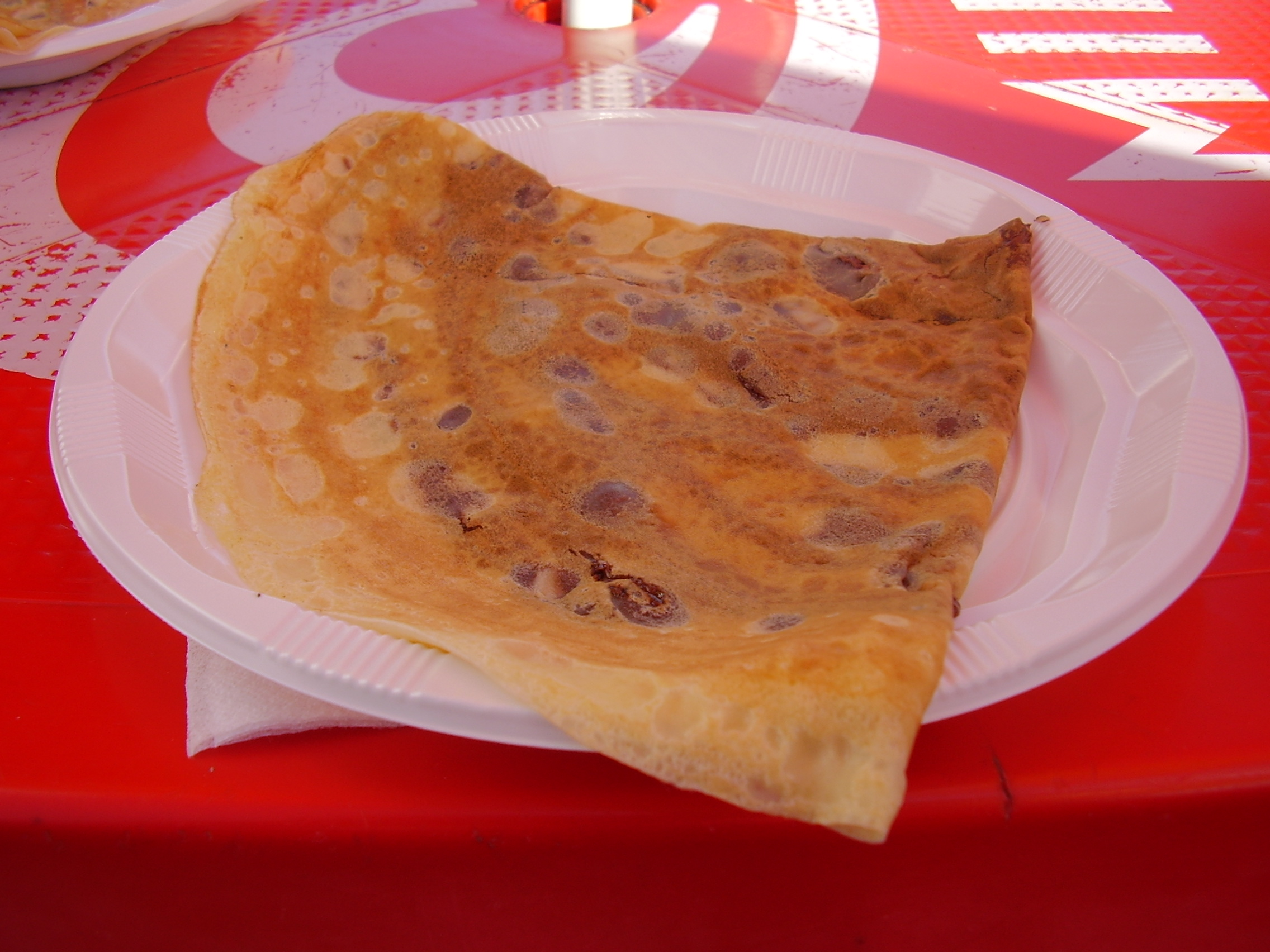
Une crêpe bretonne.

Les crêpes bretonnes (krampouezh en breton) sont une spécialité culinaire bretonne très renommée, et la Bretagne compte de nombreuses crêperies.
Il existe deux sortes de crêpes :
- à la farine de froment ou bleud gwinizh. La pâte traditionnelle se compose d'œufs, de farine, de sucre de lait et d'un peu de sel. Elle est surtout consommée sous une forme sucrée ;
- à la farine de blé noir (ou sarrasin) ou bleud ed-du. La pâte traditionnelle se compose soit exclusivement de farine de sarrazin, d'eau et de sel, soit avec ajout d'œufs ou de lait  pour une consommation salée. On ajoute ensuite divers ingrédients (saucisse, jambon, fromage, tomates, champignons, etc.), quoique traditionnellement ce soit l'œuf seul qui l'accompagnait.

Sur la carte des crêperies, les crêpes de blé noir sont parfois improprement appelées galettes. Cependant, la galette et la crêpe ne désignent pas les mêmes produits et sont faites avec des ingrédients différents :
- en pays gallo, ou Haute-Bretagne, la « galette de blé noir » ou « galette de sarrasin » est exclusivement salée. Préparée à base d'eau, de farine de sarrasin et de sel, elle est épaisse, molle quand sa cuisson est finie[27] et présente des trous à sa surface ;
- en pays bretonnant, ou Basse-Bretagne, la crêpe de sarrasin est salée ; sa version sucrée est la crêpe bretonne de froment. Préparée à base de lait, d’œufs, de farine de froment et de farine de sarrasin, elle est plus fine, cassante quand sa cuisson est finie[27] et d'une surface non trouée.

Avec la crêpe, on boit de l'eau, du cidre (boisson à base de pommes fermentées) ou sistr ou du lait ribot (lait aigre) en breton laezh ribod ou laezh trenk.
La plaque sur laquelle se font les crêpes se nomme en breton la billig, ar billig de  pillig ou encore ar gleurc’h ; on étale la pâte à l'aide de la rozell (une sorte de râteau de bois) ; on la décolle et la retourne à l'aide de la skliñsell.
Dictons bretons à propos des crêpes : « Ar grampouezhenn gentañ, 'vit ar c’hazh, pe 'vit ar c’hi, pe 'vit an inosant zo 'barzh an ti » = la première crêpe (souvent ratée), pour le chat, pour le chien ou pour l'innocent de la maison. « Ar grampouezhenn diwezhañ zo koll pe c’hounit » = celui qui mange la dernière crêpe est perdant ou gagnant (selon qu'il reste trop peu de pâte ou trop).

### Québec et Nouveau-Brunswick
Au Québec et au Nouveau-Brunswick, la crêpe de farine blanchie ou de blé entier est un mets traditionnel très répandu. Dans leurs versions sucrées, elles sont généralement agrémentées de cassonade, de confiture, de sirop d'érable ou de sirop de table (aussi appelé sirop de poteau). Avec les fèves au lard, le jambon, le lard, et les produits de l'érable, elles forment le repas traditionnel consommé dans les cabanes à sucre au printemps. On trouve aussi des crêpes au homard.
De nos jours, elles sont habituellement consommées avec des garnitures sucrées pour le déjeuner (repas du matin) et avec des garnitures salées pour les autres repas.
Ces crêpes sont habituellement trois fois plus épaisses que les crêpes françaises, ce qui fait que les Français les appellent très souvent (à tort) des pancakes, alors que les pancakes sont à leur tour environ trois fois plus épais que les crêpes et ont une recette distincte. Les pancakes sont très rares dans le Canada francophone et peuvent aussi être appelés « crêpes américaines », tandis que les crêpes épaisses y sont la norme et sont appelées simplement « crêpes ».

### Dans le reste du monde

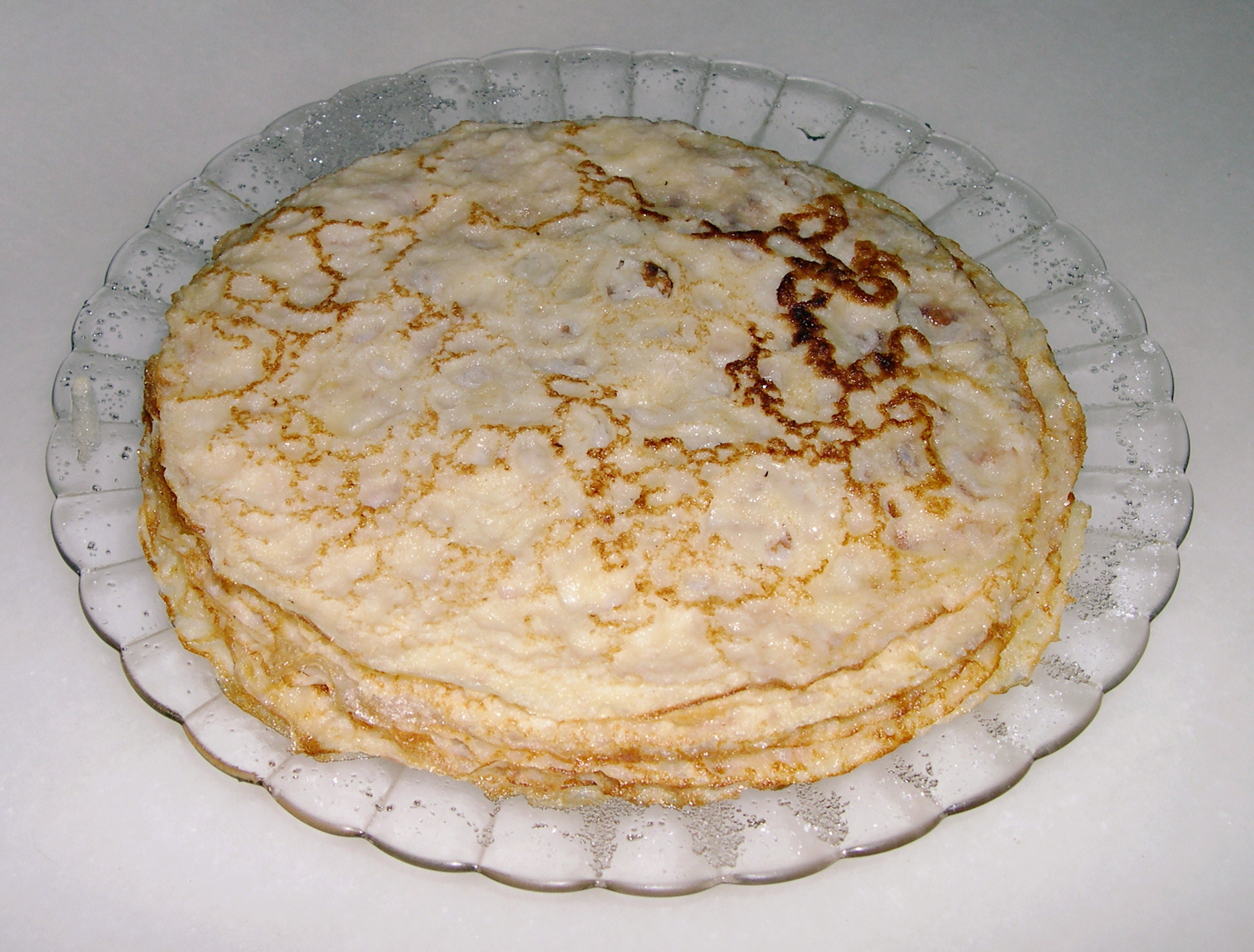
Frisuelos (Asturies).

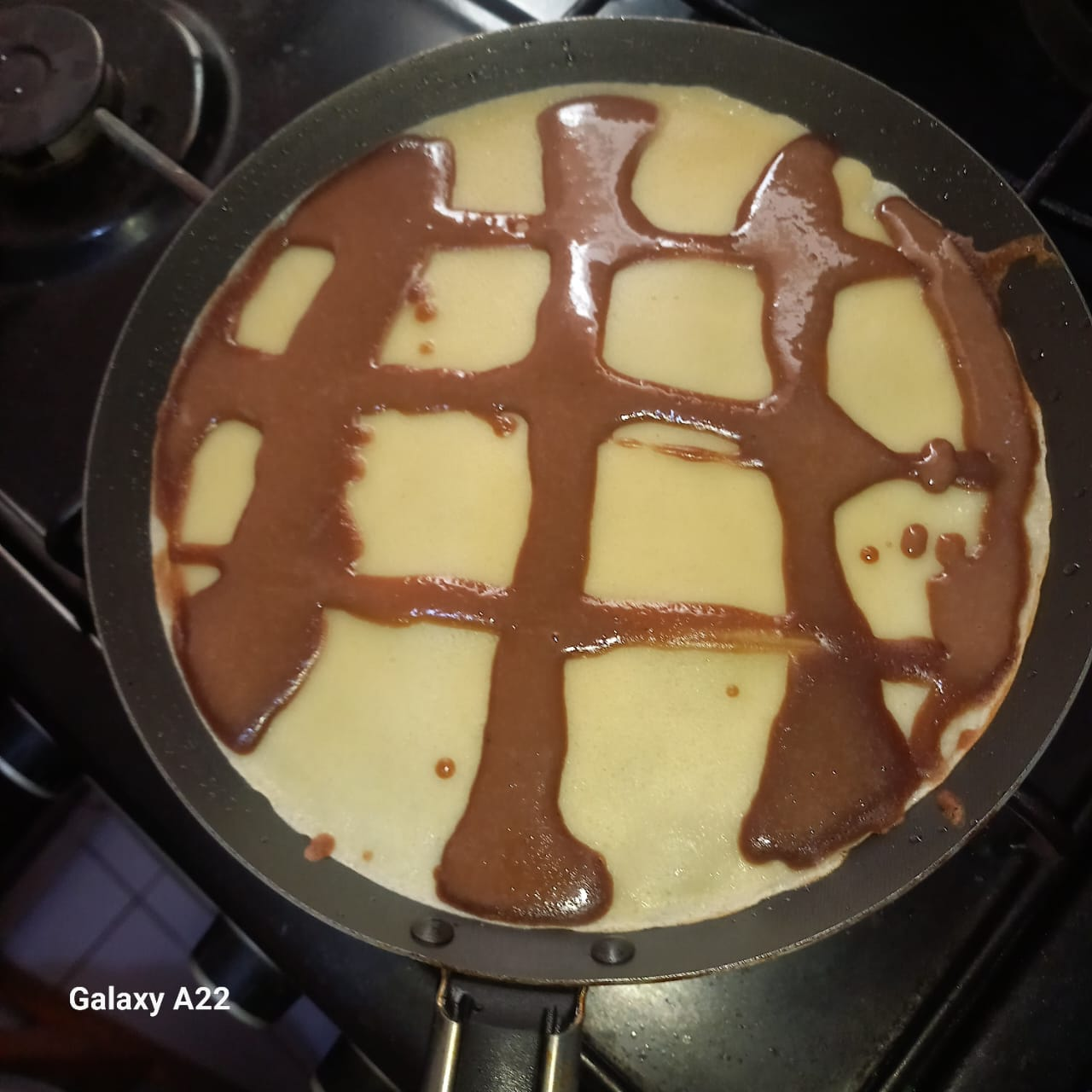
Préparation de crêpes au Sénégal.

Les crêpes possèdent de nombreux équivalents, traditionnellement cuisinés dans d’autres pays du monde. Par exemple :
- à base de farine de blé : la filloa (es) (Galice) ou les frisuelos (es) (Asturies) en Espagne, la pannenkoek aux Pays-Bas et en Belgique néerlandophone, le blini en Europe de l’Est, le pancake en Amérique du Nord (les francophones de ce continent ne consomment généralement pas de pancakes et mangent plutôt des crêpes épaisses que les Européens confondent habituellement avec des pancakes), la msemmen au Maroc, la palačinka en Croatie, Serbie ou Bosnie-Herzégovine, la palacsinta en Hongrie, le Palatschinken en Autriche, la clătită en Roumanie ;
- à base de farine de sarrasin : la ploye de Madawaska au Nouveau-Brunswick (Canada), la galette au Québec ;
- à base de farine de maïs : le talo au Pays basque, la tortilla en Amérique centrale et au Mexique et la cachapa au Venezuela ;
- à base de farine de froment : le pastetx en Gascogne, la piadina en Émilie-Romagne, Italie ;
- à base de farine de pois chiche ou de lentille : le dosa en Inde ;
- à base de farine de riz : en Chine et en Asie du Sud-Est (notamment le bánh xèo) ;
- à base de semoule : le baghrir aussi appelé ghrayef ou encore khringo dans le Maghreb ;
- à base de semoule fine, de farine de blé et d'huile d'olive : les melaouis tunisiens ;
- à base de teff : l’injera en Érythrée et en Éthiopie.

## Idiotismes
- Retourner quelqu'un comme une crêpe : lui faire aisément changer d'opinion.
- Laisser tomber quelqu'un comme une crêpe : abandonner rapidement quelqu'un.
- S'aplatir comme une crêpe : se soumettre lâchement.

## Dans la culture populaire

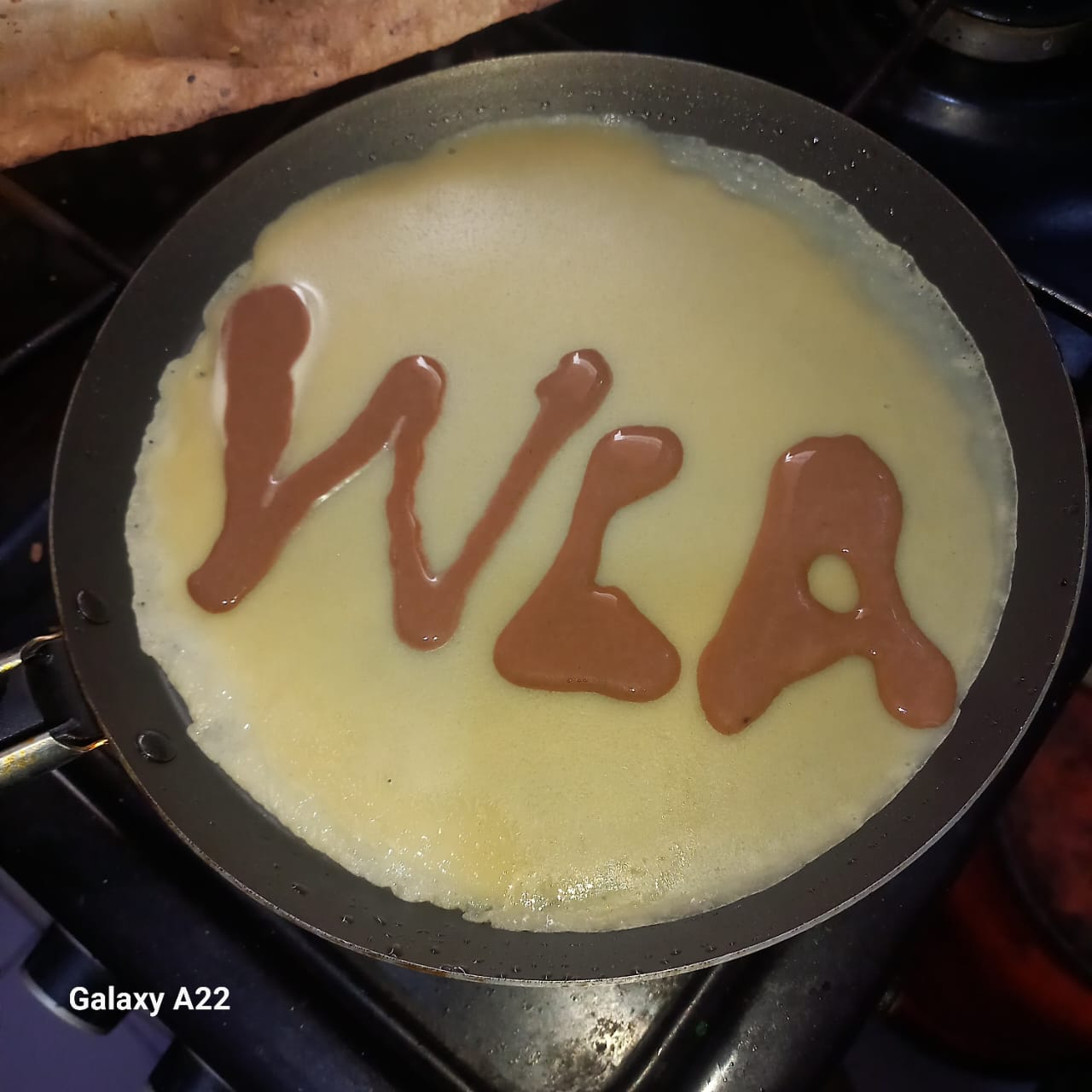
Préparation de crêpes au Sénégal dans le cadre du concours WLA2025 au Sénégal.

Dans le film Les bronzés font du ski (1979), écrit et interprété par la troupe du Splendid et réalisé par Patrice Leconte, une scène fameuse se déroule dans une crêperie. Gilbert Seldman (Bruno Moynot), après avoir entendu la serveuse lui réciter les différentes crêpes (très élaborées) proposées par l'établissement, lui commande une crêpe au sucre (avec une bière). Devant le refus de la serveuse Gigi (Marie-Anne Chazel), qui lui répond « Je m'excuse, monsieur, nous ne faisons pas ça ici. Vous vous êtes trompé d'établissement, vous avez toutes nos crêpes sur la carte », Seldman lui rétorque alors : « Vous avez d'la pâte ? Vous avez du suc' [sic] ? Alors avec la pâte vous faites une crêpe et pis vous mettez du suc' dessus ! ». La scène se termine par la vision du client indélicat, jeté dehors par le cuisinier de l’établissement et conspué par Gigi et son ami...